# Drax Project
Drax Project ist eine neuseeländische Band, die 2014 gegründet wurde.

## Geschichte
Shaan Singh und Matt Beachen begannen 2013 unter dem Namen Drax Project mit ersten Auftritten als Straßenkünstler in Wellington und lokalen Bars sowie bei kleineren Veranstaltungen. Hierbei spielten sie hauptsächlich Covers von Popsongs. Kurze Zeit später kam Sam Thomson als Bassist zu der Band hinzu. Ben O’Leary stieg ein, nachdem die Band begann originale Musik zu komponieren.
Im August 2014 veröffentlichte die Band ihre erste EP über Bandcamp. Durch den Erfolg der EP spielte die Band zwischen 2014 und 2015 auf mehreren Festivals in Neuseeland. Im April 2016 folgte die zweite EP T/W/OO über Universal Music. Die EP erreichte Rang 18 der Neuseeländischen Album-Charts.
Im November 2017 veröffentlichte die Band die Single Woke Up Late von ihrer vierten EP Noon. Das Lied wurde zahlreich im neuseeländischen Radio gespielt und mehrere Millionen Mal auf Spotify gestreamt. Die EP, die im Juni 2018 folgte, erreichte Rang zehn der neuseeländischen Album-Charts und wurde mit einer Goldenen Schallplatte in Neuseeland ausgezeichnet.
Im Januar 2019 erschien zusammen mit der US-amerikanischen Sängerin Hailee Steinfeld eine neue Version von Woke Up Late. Die neue Version erreichte Rang 15 der Single-Charts in Neuseeland und Rang 18 in Australien und stellt damit den ersten Charterfolg für die Band außerhalb von Neuseeland dar. In den Billboard Mainstream Top 40 erreichte das Lied Rang 29. Im Juni 2019 folgte die Single All This Time. Zusammen mit der Band Six60 erschien Anfang September Catching Feelings. Der Song erreichte Rang drei der neuseeländischen Single-Charts und wurde auf Spotify bis zum März 2021 über 90 Millionen Mal gestreamt.
Ende September 2019 erschien mit Drax Project das erste Studioalbum der Band. Es erreichte Rang zwei der neuseeländischen Album-Charts und wurde in Neuseeland mit einer Platin-Schallplatte ausgezeichnet.

## Diskografie

### Alben
| Jahr | Titel Musiklabel                     | Höchstplatzierung, Gesamtwochen, AuszeichnungChartsChartplatzierungen (Jahr, Titel, Musiklabel, Platzierungen, Wochen, Auszeichnungen, Anmerkungen) | Anmerkungen                              |
| Jahr | Titel Musiklabel                     | NZ | Anmerkungen                              |
| ---- | ------------------------------------ | --- | ---------------------------------------- |
| 2019 | Drax Project Drax Project, Universal | NZ2 ×3Dreifachplatin · (101 Wo.)NZ | Erstveröffentlichung: 27. September 2019 |

### EPs
| Jahr | Titel Musiklabel                               | Höchstplatzierung, Gesamtwochen, AuszeichnungChartsChartplatzierungen (Jahr, Titel, Musiklabel, Platzierungen, Wochen, Auszeichnungen, Anmerkungen) | Anmerkungen                          | [↑]: gemeinsam behandelt mit vorhergehendem Eintrag; [←]: in beiden Charts platziert |
| Jahr | Titel Musiklabel                               | NZ | Anmerkungen                          |                                                                                      |
| ---- | ---------------------------------------------- | --- | ------------------------------------ | ------------------------------------------------------------------------------------ |
| 2014 | Drax Project EP Drax Project                   | — | Erstveröffentlichung: 3. August 2014 |                                                                                      |
| 2016 | T/W/OO Drax Project, Universal                 | NZ18 (1 Wo.)NZ | Erstveröffentlichung: 1. April 2016  |                                                                                      |
| 2017 | Covers (Live) Drax Project, Universal          | NZ40 (1 Wo.)NZ | Erstveröffentlichung: 26. Mai 2017   |                                                                                      |
| 2018 | Noon Drax Project, Universal                   | NZ10 Platin · (13 Wo.)NZ | Erstveröffentlichung: 8. Juni 2018   |                                                                                      |
| 2019 | Noon (Acoustic) Drax Project, Universal[NZ: ↑] | NZ10 Platin · (13 Wo.)NZ | Erstveröffentlichung: 26. April 2019 |                                                                                      |

### Singles
| Jahr | Titel Album                      | Höchstplatzierung, Gesamtwochen, AuszeichnungChartplatzierungen (Jahr, Titel, Album, Platzierungen, Wochen, Auszeichnungen, Anmerkungen) | Höchstplatzierung, Gesamtwochen, AuszeichnungChartplatzierungen (Jahr, Titel, Album, Platzierungen, Wochen, Auszeichnungen, Anmerkungen) | Anmerkungen                                                  | [↑]: gemeinsam behandelt mit vorhergehendem Eintrag; [←]: in beiden Charts platziert |
| Jahr | Titel Album                      | NZ | AU | Anmerkungen                                                  |                                                                                      |
| ---- | -------------------------------- | --- | --- | ------------------------------------------------------------ | ------------------------------------------------------------------------------------ |
| 2017 | Woke Up Late Noon                | NZ15 ×6Sechsfachplatin · (26 Wo.)NZ | — | Erstveröffentlichung: 2. November 2017                       |                                                                                      |
| 2019 | Woke Up Late Drax Project[NZ: ↑] | NZ15 ×6Sechsfachplatin · (26 Wo.)NZ | AU18 ×6Sechsfachplatin · (23 Wo.)AU | Erstveröffentlichung: 21. Januar 2019 feat. Hailee Steinfeld |                                                                                      |
| 2019 | All This Time Drax Project       | NZ21 ×2Doppelplatin · (14 Wo.)NZ | — | Erstveröffentlichung: 14. Juni 2019                          |                                                                                      |
| 2019 | Catching Feelings Drax Project   | NZ3 ×8Achtfachplatin · (88 Wo.)NZ | AU43 ×3Dreifachplatin · (5 Wo.)AU | Erstveröffentlichung: 4. September 2019 feat. Six60          |                                                                                      |
| 2020 | Firefly –                        | NZ27 Platin · (14 Wo.)NZ | — | Erstveröffentlichung: 23. Oktober 2020 feat. Fetty Wap       |                                                                                      |

Weitere Lieder
- 2016: Cold
- 2016: Came to Me
- 2016: Falling Out of Sight
- 2016: So Lost
- 2018: Toto (NZ: ×2Doppelplatin )
- 2018: Prefer (NZ: Platin)
- 2020: Relax
- 2020: Tukituki Te Manawa

## Auszeichnungen für Musikverkäufe
| Platin-Schallplatte - Neuseeland - 2023: für die Single Only Us |

Anmerkung: Auszeichnungen in Ländern aus den Charttabellen bzw. Chartboxen sind in ebendiesen zu finden.
| Land/RegionAuszeichnungen für Musikverkäufe (Land/Region, Auszeichnungen, Verkäufe, Quellen) | Gold | Platin       | Verkäufe | Quellen                           |
| -------------------------------------------------------------------------------------------- | ---- | ------------ | -------- | --------------------------------- |
| Australien (ARIA)                                                                            | —    | 9× Platin9   | 630.000  | aria.com.au                       |
| Neuseeland (RMNZ)                                                                            | —    | 24× Platin24 | 660.000  | aotearoamusiccharts.co.nz NZ2 NZ3 |
| Insgesamt                                                                                    | —    | 33× Platin33 |          |                                   |